# 12342 Кудохмічіко
12342 Кудохмічіко (12342 Kudohmichiko) — астероїд головного поясу, відкритий 30 січня 1993 року.
Тіссеранів параметр щодо Юпітера — 3,530.